# Des goûts et des couleurs (film, 1974)
Pour les articles homonymes, voir  Des goûts et des couleurs.
Pour plus de détails, voir Fiche technique et Distribution.
Des goûts et des couleurs (El encanto del amor prohibido) est un film dramatique franco-argentin sorti en 1974. Il est réalisé par Juan Batlle Planas (fils) d'après son propre scénario écrit en collaboration avec Gustavo Zito Lema et René Vautier, le cinéaste français communiste et anticolonialiste.
Le film est produit par Juan Batlle Planas Producciones Cinematográficas et l'Unité Production Cinématographique Bretagne, fondée par René Vautier.

## Synopsis
Le propriétaire d'un yacht de luxe séduit des femmes séduisantes qu'il confie ensuite à un homme d'équipage noir.

## Fiche technique
- Titre français : Des goûts et des couleurs[1],[2]
- Titre espagnol : El encanto del amor prohibido ou El encanto del amor carnal ou Sobre gustos y colores[3],[4]
- Réalisation : Juan Batlle Planas (fils)
- Scénario : Juan Batlle Planas (fils), Gustavo Zito Lema, René Vautier
- Photographie : Theo Robichet
- Montage : Oscar Montauti
- Musique : Carlos Franzetti (es)
- Décors : Oscar Garaycochea
- Sociétés de production : Unité Production Cinématographique Bretagne, Juan Batlle Planas Producciones Cinematográficas
- Pays de production :  France -  Argentine
- Langue originale : français, espagnol
- Format : couleurs par Eastmancolor
- Genre : drame
- Durée : 90 minutes
- Dates de sortie : 
  - Argentine : 18 juillet 1974

## Distribution
- Élisabeth Wiener
- Sidney Chaplin
- Zossimo Bulbuh
- Olga Zubarry
- Linda Peretz

## Production
Le film est tourné à San Isidro en Argentine et à Tigre (Ciudad del Plata) en Uruguay. Il est sorti le 18 juillet 1974, parfois projeté sous les titres alternatifs El encanto del amor carnal ou Sobre gustos y colores.
En juillet 1972, les copies du film ont été saisies en raison de dettes pour salaires impayés dans la production.